# Ghostbusters (computerspel uit 1984)
Ghostbusters is een videospel uit 1984, gebaseerd op de gelijknamige film. Het spel werd ontworpen door David Crane en uitgebracht voor onder andere de Atari 2600, Commodore 64, ZX Spectrum, Sega Master System, NES en MSX.

## Gameplay
De speler neemt de rol aan van drie leden van het Ghostbusters team. Ze moeten op een kaart van New York spoken opsporen, en dan een route plannen naar het gebied waar dit spook is. Vervolgens moet de speler zich met de ectomobile naar de locatie haasten, en eenmaal daar het spook in kwestie vangen.
Het spel hanteert zowel een zijaanzicht als bovenaanzicht. De kaart van New York waar de ectomobile zich over voortbeweegt wordt van bovenaf gezien. Eenmaal op een locatie verandert het spel in een zijaanzicht waarin de speler de Ghostbusters zelf bestuurt. Ze moeten de aanwezige spoken verslaan door ze met hun proton packs naar een vooraf geplaatste val te drijven. Elke succesvolle vangst levert de speler geld op waarvoor nieuwe wapens en voertuigen gekocht kunnen worden.
Tijdens het spel wordt de hoeveelheid paranormale activiteit in de stad weergegeven op een meter. Doel is om deze activiteit onder een bepaald niveau te houden. In de climax moet de speler het opnemen tegen de god Gozer.

## Achtergrond
De Commodore 64 versie kwam als eerste uit. Deze diende als basis voor alle andere versies.
De Commodore 64-versie werd in acht maanden tijd gemaakt. Deze korte ontwikkelingstijd was mede mogelijk omdat de producers stukken uit het spel Car Wars, dat tegelijk werd ontwikkeld, gebruikten in het spel. Ook werd het spel geproduceerd toen de film die als basis diende nog in productie was.
Er zitten wel wat verschillen tussen de versies. Zo heeft de Sega Master System-versie een schietgalerij, maar geen animaties. De NES versie heeft een ander einde dan de overige spellen.

## Ontvangst
| Beoordeeld door                | Platform           | Datum             | Score |
| ------------------------------ | ------------------ | ----------------- | ----- |
| Computer and Video Games (CVG) | SEGA Master System | augustus 1989     | 85%   |
| Tilt                           | MSX                | juli 1985         | 83%   |
| VideoGame                      | SEGA Master System | maart 1991        | 80%   |
| Personal Computer Games        | Commodore 64       | januari 1985      | 80%   |
| Game Freaks 365                | SEGA Master System | 21 september 2006 | 73%   |
| Power Play                     | SEGA Master System | november 1989     | 60%   |
| SegaFan.com                    | SEGA Master System | 27 mei 2004       | 52%   |
| CPC Game Reviews               | Amstrad CPC        | 2007              | 30%   |
| The Video Game Critic          | Atari 2600         | 17 december 2000  | 25%   |
| The Video Game Critic          | SEGA Master System | 4 juni 2001       | 0%    |